# Estádio Maria Abadia
Estádio Maria Abadia – stadion piłkarski, w Ceilândia, Distrito Federal, Brazylia, na którym swoje mecze rozgrywa klub Ceilândia Esporte Clube.